# Phyllomyias
Phyllomyias is een geslacht van zangvogels uit de familie tirannen (Tyrannidae).

## Soorten
Het geslacht kent de volgende soorten:
- Phyllomyias fasciatus – Schubkopvliegenpikker
- Phyllomyias griseiceps – Dwergvliegenpikker
- Phyllomyias griseocapilla – Grijskruinvliegenpikker
- Phyllomyias plumbeiceps – Loodkruinvliegenpikker
- Phyllomyias reiseri – Reisers vliegenpikker
- Phyllomyias sclateri – Streepbuikvliegenpikker
- Phyllomyias urichi – Urichs vliegenpikker
- Phyllomyias virescens – Groene vliegenpikker
- Phyllomyias weedeni – Yungasvliegenpikker